# Fobosprogrammet

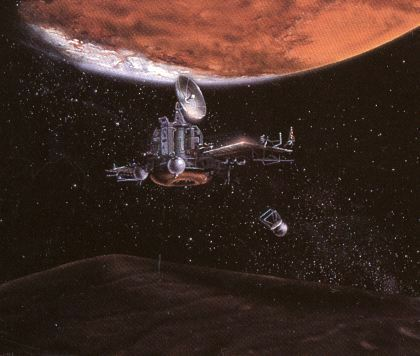
Fobos 2-sonden med grod-landaren

Fobosprogrammet (ryska: Фобос, som betyder Phobos) var ett rymdprogram som hade till uppgift att studera Mars och dess månar Phobos och Deimos. Fobos 1 och Fobos 2 var två rymdsonder som skickades upp av Sovjetunionen.
Den 7 juli 1988 sköts Fobos 1 upp och den 12 juli 1988 sköts Fobos 2 upp.
Fobos 1 förlorades den 2 september 1988 på grund av ett programmeringsfel som gjorde att rymdsonden vände sina solfångare från solen vilket resulterade i att batterierna tömdes.
Fobos 2 nådde Mars och samlade in data om planeten och dess måne Phobos. Strax före den sista delen av uppdraget, då rymdsonden skulle flyga på en höjd av 50 m ovanför ytan och landsätta två landare, en 50 kg mobil enhet (en "groda") och en stationär plattform, förlorade man kontakten med rymdsonden. Den 27 mars 1989 avslutades Fobosprogrammet eftersom man inte längre kunde få kontakt med Fobos 2.